# Gare de Boucau
La gare de Boucau est une gare ferroviaire française de la ligne de Bordeaux-Saint-Jean à Irun située sur le territoire de la commune de Boucau dans le département des Pyrénées-Atlantiques en région Nouvelle-Aquitaine.
Elle est mise en service en 1855 par la Compagnie des chemins de fer du Midi et du Canal latéral à la Garonne.
C'est une halte voyageurs de la Société nationale des chemins de fer français (SNCF), desservie par des trains régionaux TER Nouvelle-Aquitaine.

## Situation ferroviaire
Établie à 4 mètres d'altitude, la gare de Boucau est située au point kilométrique 193,787 de la ligne de Bordeaux-Saint-Jean à Irun, entre les gares d'Ondres et de Bayonne.

## Histoire
La station de Boucau est mise en service le 26 mars 1855 par la Compagnie des chemins de fer du Midi et du Canal latéral à la Garonne, lorsqu'elle ouvre à l'exploitation la section Dax - Bayonne de sa ligne de Bordeaux à Bayonne.

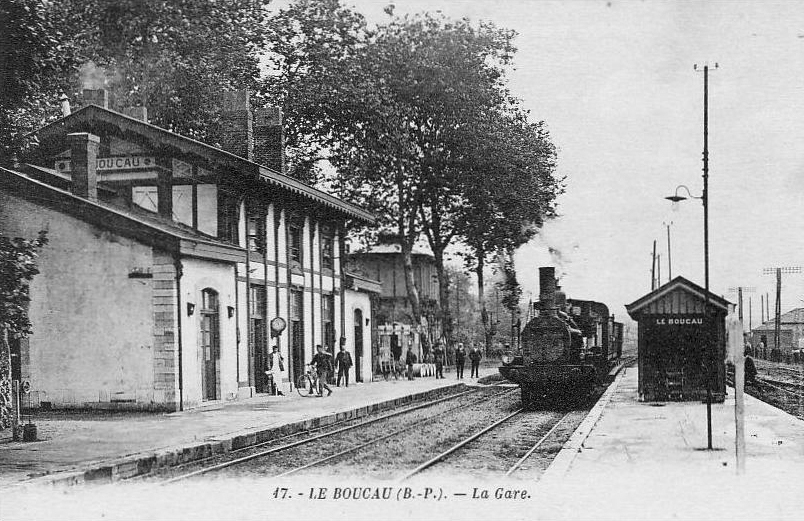
La gare vers 1900.

En 2016, selon la SNCF, la gare avait une fréquentation annuelle de 5 075 voyageurs 

## Service des voyageurs

### Accueil
Halte SNCF, c'est un point d'arrêt non géré (PANG) à accès libre.

### Desserte
Boucau est desservie par des trains régionaux TER Nouvelle-Aquitaine de la relation Dax - Bayonne - Hendaye.

### Intermodalité
Un parking pour les véhicules y est aménagé.
Elle est desservie par des bus du réseau Chronoplus (ligne 16).

## Service des marchandises
La gare de Boucau (Bayonne) est ouverte au service du fret SNCF. Elle dessert le port de Bayonne-Rive-Droite qui peut recevoir des wagons isolés.